# Джозеф Айду
Джозеф Айду (англ. Joseph Aidoo; нар. 29 вересня 1995 року, Гана) — ганський футболіст, захисник клубу «Сельта» і збірної Гани.

## Клубна кар'єра
Айду почав кар'єру в місцевому клубі «Інтер Еллайс». 2013 року він дебютував за основний склад в чемпіонаті Гани. Влітку 2015 року Джозеф на правах оренди перейшов до шведського «Гаммарбю». 25 жовтня у матчі проти «Мальме» він дебютував у Аллсвенскан лізі. По закінченні оренди клуб викупив трансфер Айду. У поєдинку проти «Еребру» Джозеф забив свій перший гол за «Гаммарбю». Влітку 2017 року Айду перейшов до бельгійського «Генка», підписавши контракт на 3 роки. Сума трансферу становила 1,1 млн. євро. 26 серпня в матчі проти «Мехелена» він дебютував у Лізі Жюпіле. 22 жовтня в поєдинку проти «Андерлехта» Джозеф забив свій перший гол за «Генк». 13 грудня 2018 року в матчі Ліги Європи проти норвезького «Сарпсборг 08» Айжу відзначився забитим голом. 2019 року він допоміг клубові виграти чемпіонат.
Влітку того ж року Айду перейшов до іспанської «Сельти», підписавши контракт на 5 років. Сума трансферу становила 8 млн. євро.

## Міжнародна кар'єра
2015 року в складі молодіжної збірної Гани Айду взяв участь у молодіжному чемпіонаті світу в Новій Зеландії. На турнірі він зіграв у матчах проти команд Австрії, Аргентини, Панами і Малі.
2019 року Айду потрапив до заявки на участь у Кубку Африки в Єгипті. У матчі проти збірної Гвінеї-Бісау він дебютував за збірну Гани.

## Статистика виступів

### За клуб
Востаннє оновлено 25 липня 2017 року.
| Сезон               | Клуб                | Чемпіонат           | Чемпіонат | Чемпіонат | Національний кубок | Національний кубок | Національний кубок | Міжнародний кубок | Міжнародний кубок | Міжнародний кубок | Інші кубки | Інші кубки | Інші кубки | Загалом | Загалом |
| Сезон               | Клуб                | Назва               | Ігри      | Голи      | Назва              | Ігри               | Голи               | Назва             | Ігри              | Голи              | Назва      | Ігри       | Голи       | Ігри    | Голи    |
| ------------------- | ------------------- | ------------------- | --------- | --------- | ------------------ | ------------------ | ------------------ | ----------------- | ----------------- | ----------------- | ---------- | ---------- | ---------- | ------- | ------- |
| 2014-2015           | «Інтер Еллайс»      | Чемпіонат Гани      | 8         | 0         |                    | -                  | -                  |                   | -                 | -                 | -          | -          | -          | 8       | 0       |
| 2015                | Гаммарбю            | Чемпіонат Швеції    | 1         | 0         | Кубок Швеції       | 0                  | 0                  |                   | -                 | -                 | -          | -          | -          | 1       | 0       |
| 2016                | Гаммарбю            | Чемпіонат Швеції    | 14        | 1         | Кубок Швеції       | 0                  | 0                  |                   | -                 | -                 | -          | -          | -          | 14      | 1       |
| 2017                | Гаммарбю            | Чемпіонат Швеції    | 12        | 0         | Кубок Швеції       | 3                  | 0                  |                   | -                 | -                 | -          | -          | -          | 15      | 0       |
| Загалом за Гаммарбю | Загалом за Гаммарбю | Загалом за Гаммарбю | 27        | 1         |                    | 3                  | 0                  |                   | -                 | -                 |            | -          | -          | 30      | 1       |
| Загалом за кар'єру  | Загалом за кар'єру  | Загалом за кар'єру  | 35        | 1         |                    | 3                  | 0                  |                   | -                 | -                 |            | -          | -          | 38      | 1       |

## Досягнення
«Генк»
- Чемпіон Бельгії — 2018/19